# På tværs af grænser
|  | Denne artikel er oprettet af botten PalnaBot ud fra en ekstern database. Den kan derfor have sproglige fejl eller mangler. Denne skabelon kan fjernes efter kontrol af indholdet. |

På tværs af grænser er en film instrueret af Esther Heller.

## Handling
Om forhold vedrørende tvangsægteskaber og arrangerede ægteskaber i Danmark og Norge. Filmen lader en række udvalgte personer fra disse lande illustrere en række komplekse problemstillinger, som kan siges at udspinge af konflikter mellem forskellige generationer.